# Votadini
De Votadini, ook bekend als de Wotādīni, Votādīni of Otadini, waren een Keltisch volk uit de ijzertijd in Groot-Brittannië. Hun grondgebied bevond zich in wat nu Zuidoost-Schotland en Noordoost-Engeland is, zich uitstrekkend van de Firth of Forth en rond het huidige Stirling tot aan de rivier de Tyne, inclusief op zijn hoogtepunt wat nu de regio's Falkirk en Lothian and Borders en het district Northumberland zijn. Dit gebied was kort onderdeel van de Romeinse provincie Britannia. De vroegst bekende hoofdstad van de Votadini lijkt het heuvelfort van de Traprain-wet in East Lothian te zijn geweest, totdat deze in het begin van de 5e eeuw werd verlaten. Daarna zijn ze verhuisd naar Din Eidyn (Edinburgh).
De naam wordt opgenomen als Votadini in klassieke bronnen. Hun afstammelingen waren het vroeg-middeleeuwse koninkrijk dat in het oude Wales bekend was als Guotodin, en in het latere Welsh als Gododdin [ɡodoðin].

## Referentie
- Dit artikel of een eerdere versie ervan is een (gedeeltelijke) vertaling van het artikel Votadini op de Engelstalige Wikipedia, dat onder de licentie Creative Commons Naamsvermelding/Gelijk delen valt. Zie de bewerkingsgeschiedenis aldaar.